# Phractura stiassny
Phractura stiassny és una espècie de peix de la família dels amfílids i de l'ordre dels siluriformes.

## Morfologia
Les femelles poden assolir els 11,5 cm de llargària total.

## Distribució geogràfica
Es troba a Àfrica: Gabon.